# Quintana (métro de Madrid)
Pour les articles homonymes, voir Quintana.
Quintana est une station de la ligne 5 du métro de Madrid, en Espagne. Elle est établie sous la rue d'Alcalá, entre les rues du Lac de Constance et Ezequiel Solana, au niveau de la place de Quintana, dans l'arrondissement de Ciudad Lineal.

## Situation sur le réseau
La station est située entre Pueblo Nuevo au nord-est, en direction de Alameda de Osuna et El Carmen au sud-ouest, en direction de Casa de Campo. Elle possède deux voies en courbe et deux quais latéraux.

## Histoire
La station est ouverte le 28 mai 1964, lors de la mise en service d'une section de la ligne 2 entre Ventas et Ciudad Lineal. Le 2 mars 1970, ce tronçon est rattaché à la ligne 5.

## Services aux voyageurs

### Accès et accueil
La station possède quatre accès équipés d'escaliers, mais sans escalier mécanique ni ascenseur.

### Intermodalité
La station est en correspondance avec les lignes d'autobus n°38, 113 et N5 du réseau EMT.